# A „hatalom” emberei
A „hatalom” emberei a Titkolt Ellenállás 1997 nyarán, kazettán 10, CD-n 11 dalt tartalmazó albuma.
- Raspotnik Ferenc: ének, vokál
- Prágai Enrico: gitár
- Köpe Szilárd: basszusgitár
- Kima Norbert: dobok, vokál

A felvételek a Bikini stúdióban készültek. A Titkol Ellenállás első lemeze amelyet CD formában is kapható volt.

## Számok
| #  | Cím                 | Hossz |
| -- | ------------------- | ----- |
| 1  | Kilógunk A Sorból   | 4:11  |
| 2  | Figyelj!            | 2:38  |
| 3  | Egyedül             | 3:24  |
| 4  | Szól Az Ítélet      | 3:31  |
| 5  | A "Hatalom" Emberei | 3:44  |
| 6  | Gondolkozz!         | 2:59  |
| 7  | Egy Mondat          | 3:36  |
| 8  | Egyetlen Hely       | 4:00  |
| 9  | Lehullt Egy Csillag | 2:52  |
| 10 | Fegyver             | 3:15  |
| 11 | Meg Kell Védeni     | 2:58  |